# السيد البدوي شحاتة
السيد البدوي شحاتة (1950 -)، سياسي ورجل أعمال مصري ورئيس حزب الوفد سابقًا، تخرج من كلية الصيدلة بجامعة الإسكندرية سنة 1973. يرأس مجلس إدارة شبكة تلفزيون الحياة المصرية، ويتولى أيضًا منصب رئيس مجلس الإدارة والعضو المنتدب لشركة سيجما للصناعات الدوائية، ورئيس شعبة صناعة الدواء باتحاد الغرف الصناعية المصرية. انضم لحزب الوفد بعام 1983، وانتخب سكرتيرًا عاما للحزب عام 2000 واستمر بالمنصب حتى عام 2005، ومنذ عام 2006 وهو عضوًا في الهيئة العليا للحزب. وفي 28 مايو 2010 انتخب رئيسًا لحزب الوفد متفوقًا على منافسه رئيس الحزب محمود أباظة.

## قضية اتحاد كرة القدم
قررت محكمة جنح قصر النيل الخميس بتاريخ 18 أكتوبر 2012 , حبس الدكتور السيد البدوي، رئيس حزب الوفد، ورئيس مجلس إدارة شركة «سيجما» المالكة لقنوات الحياة، 3 سنوات وكفالة 10 آلاف جنيه، بتهمة كتابة شيكات دون رصيد، لصالح اتحاد كرة القدم 